# Sils im Domleschg
Sils im Domleschg (Reto-Romaans: Seglias; Italiaans (verouderd): Siglio in Domigliasca) is een gemeente en plaats in het Zwitserse kanton Graubünden, en maakt deel uit van het district Hinterrhein.
Sils im Domleschg telt 854 inwoners.